# Igreja de São Pedro (Pertenhall)

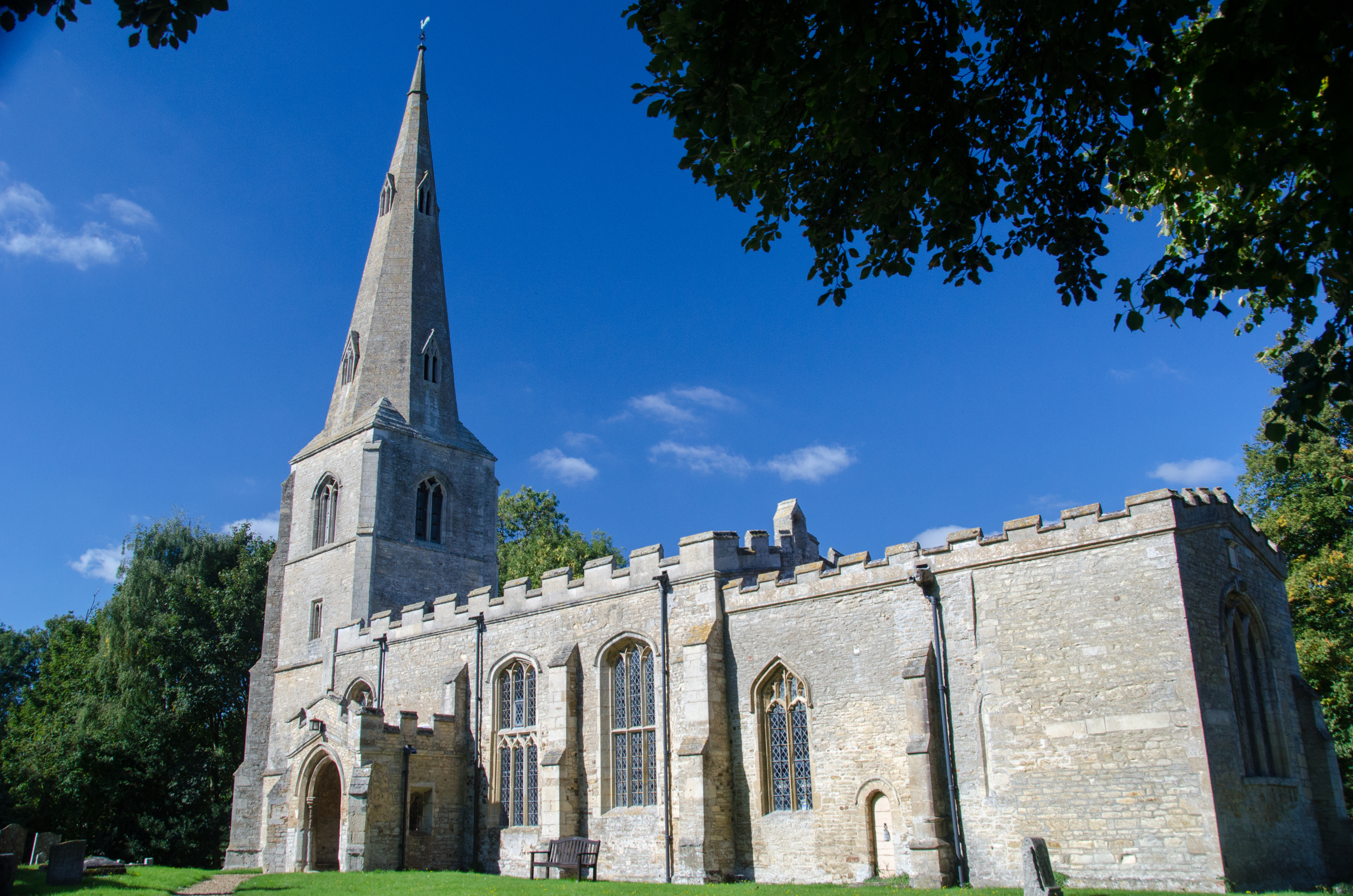
Igreja de São Pedro em 2013.

A Igreja de São Pedro é uma igreja listada como Grau I em Pertenhall, Bedfordshire, na Inglaterra. Tornou-se um edifício listado no dia 13 de julho de 1964.